# Bătălia de la Eupatoria
Asaltul de la Eupatoria a fost cea mai importantă acțiune militară a războiului Crimeii din iarna anului 1855. Generalul rus Ștefan Hrulev, în dorința de a preîntâmpina o ofensivă de proporții a turcilor, a hotărât să atace baza acestora din Eupatoria cu o forță de 19.000 de oameni. 
Deși garnizoana din Eupatoria avea mai mult de 35.000 de militari, Hrulev a sperat să-i ia prin surprindere pe turci, atacându-i în dimineața zilei de 17 februarie 1855. Însă, atât garnizoana turcă cât și flota aliată franco-britanică au anticipat intențiile generalului rus și i-au întâmpinat pe atacatori cu un foc nimicitor. După ce a pierdut aproximativ 750 de oameni, generalul rus a ordonat retragerea. Acest eșec a dus la demiterea comandantului rus Alexandr Sergheevici Menșikov și este probabil să fi înăutățit starea de sănătate a împăratului Nicolae I, care a murit la câteva săptămâni după atacul eșuat. 
Din punct de vedere strategic, victoria aliaților de la Eupatoria a asigurat controlul total al Mării Negre și în același timp, a permis menținerea amenințării asupra flancului rușilor până la încheierea ostilităților. Prin victoria de la Eupatoria, aliații își mențineau șansele de a cuceri Sevastopolul. În același timp, rușii nu aveau posibilitatea de a aproviziona în mod corespunzător asediații, existând veșnic amenintărea tăierii comunicațiilor terestre prin peninsula Crimeea în dreptul Perekopului. 
Turcii și-au recăpătat încrederea în forțele proprii și, într-o oarecare măsură, și-au recâștigat reputația internațională.